# Pitcairnia alexanderi
Pitcairnia alexanderi là một loài thực vật có hoa trong họ Bromeliaceae. Loài này được (H.E.Luther) D.C.Taylor & H.Rob. miêu tả khoa học đầu tiên năm 1999.